# Opiętek zielony
Opiętek zielony (Agrilus viridis) – gatunek chrząszcza z rodziny bogatkowatych i podrodziny Agrilinae. Zamieszkuje palearktyczną Eurazję i Afrykę Północną. Jest polifagiem drzew i krzewów liściastych. Larwy drążą wężykowate korytarze w gałęziach, pniach i pniakach. Osobniki dorosłe żerują na liściach i młodych pędach.

## Taksonomia
Gatunek ten opisany został po raz pierwszy w 1758 roku przez Karola Linneusza na łamach dziesiątego wydania Systema Naturae pod nazwą Buprestis viridis. W 1825 roku John Curtis wyznaczył go gatunkiem typowym nowego rodzaju Agrilus.

## Morfologia

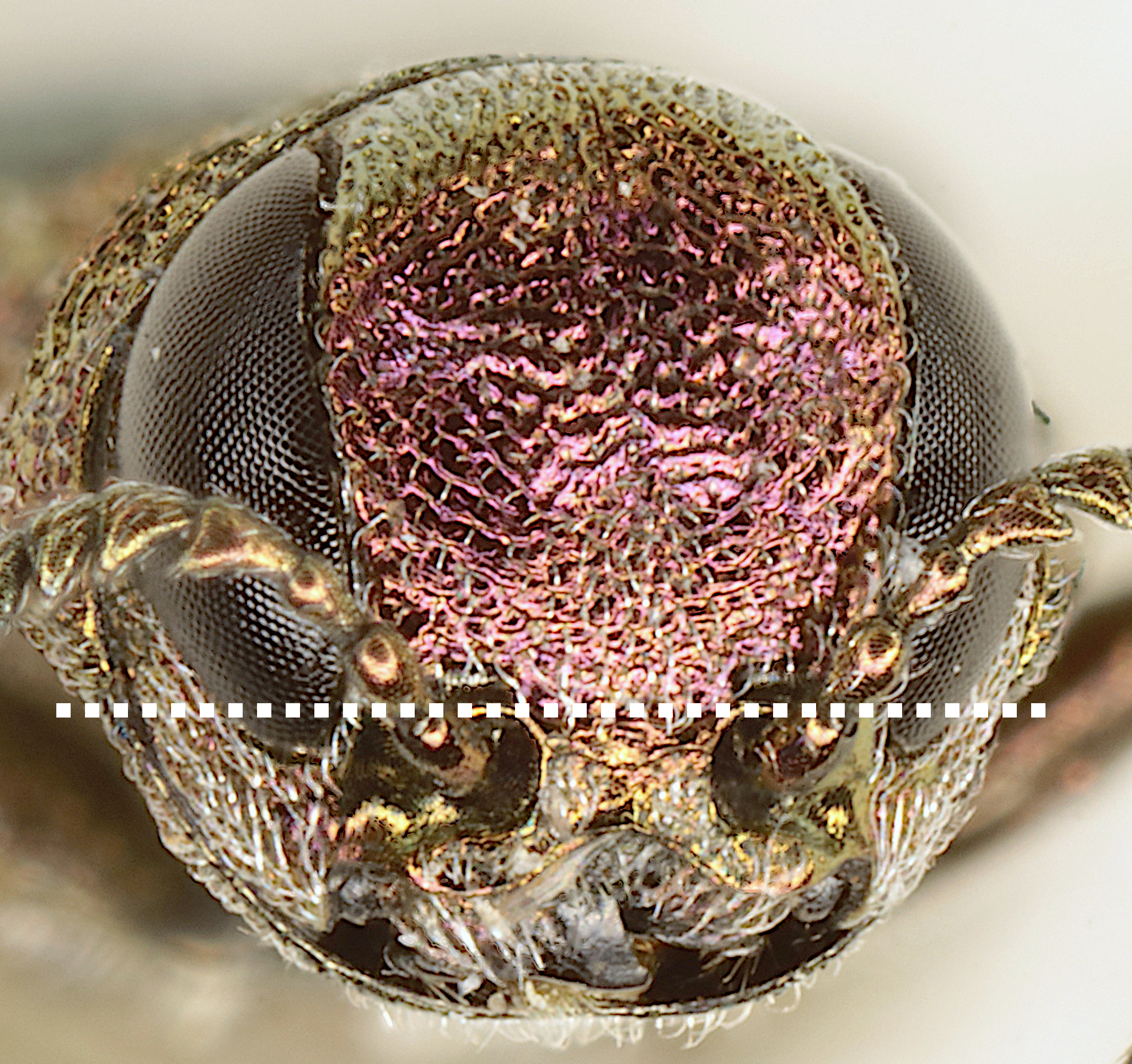
Przód głowy; oczy złożone sięgające poniżej nasad czułków

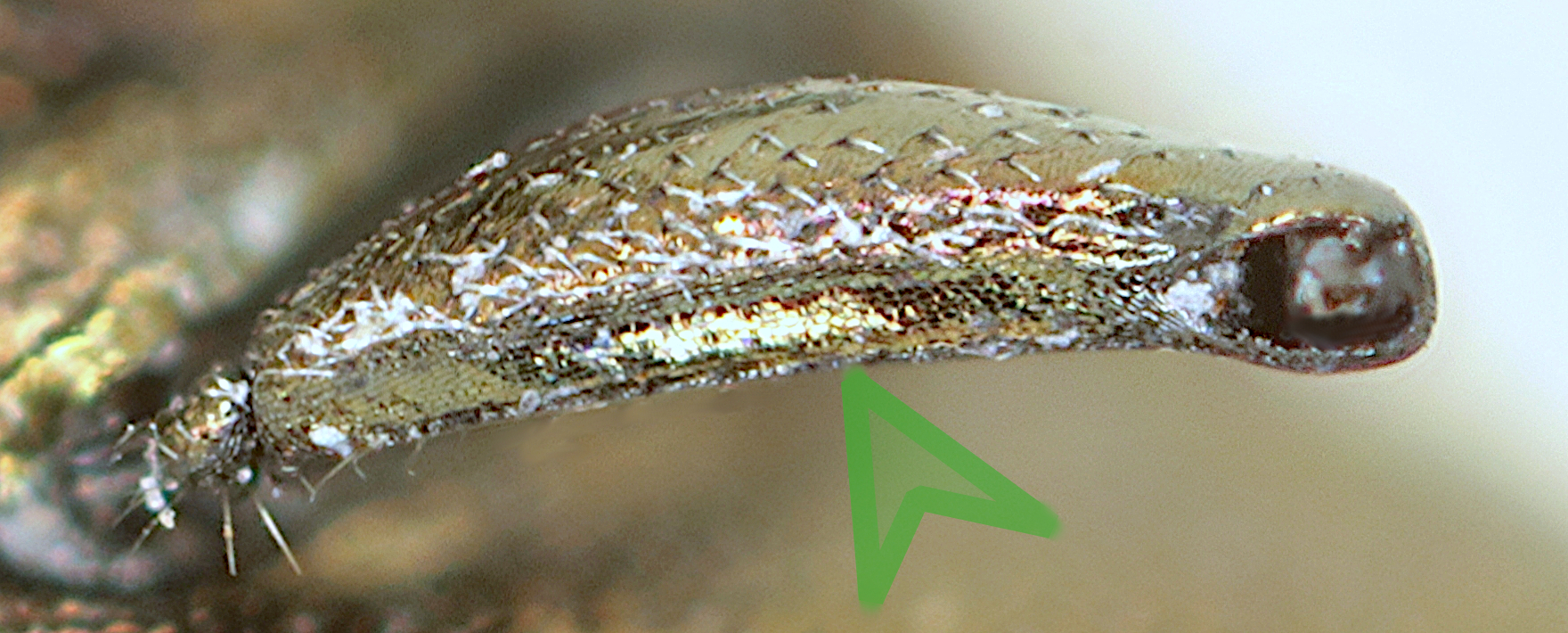
Krawędź tylnego uda z szeregiem granulacji

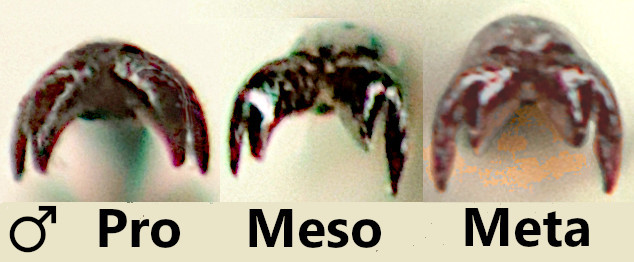
Pazurki samca

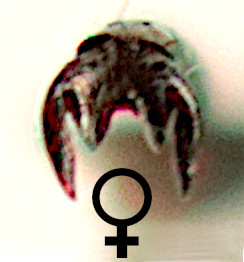
Pazurki samicy

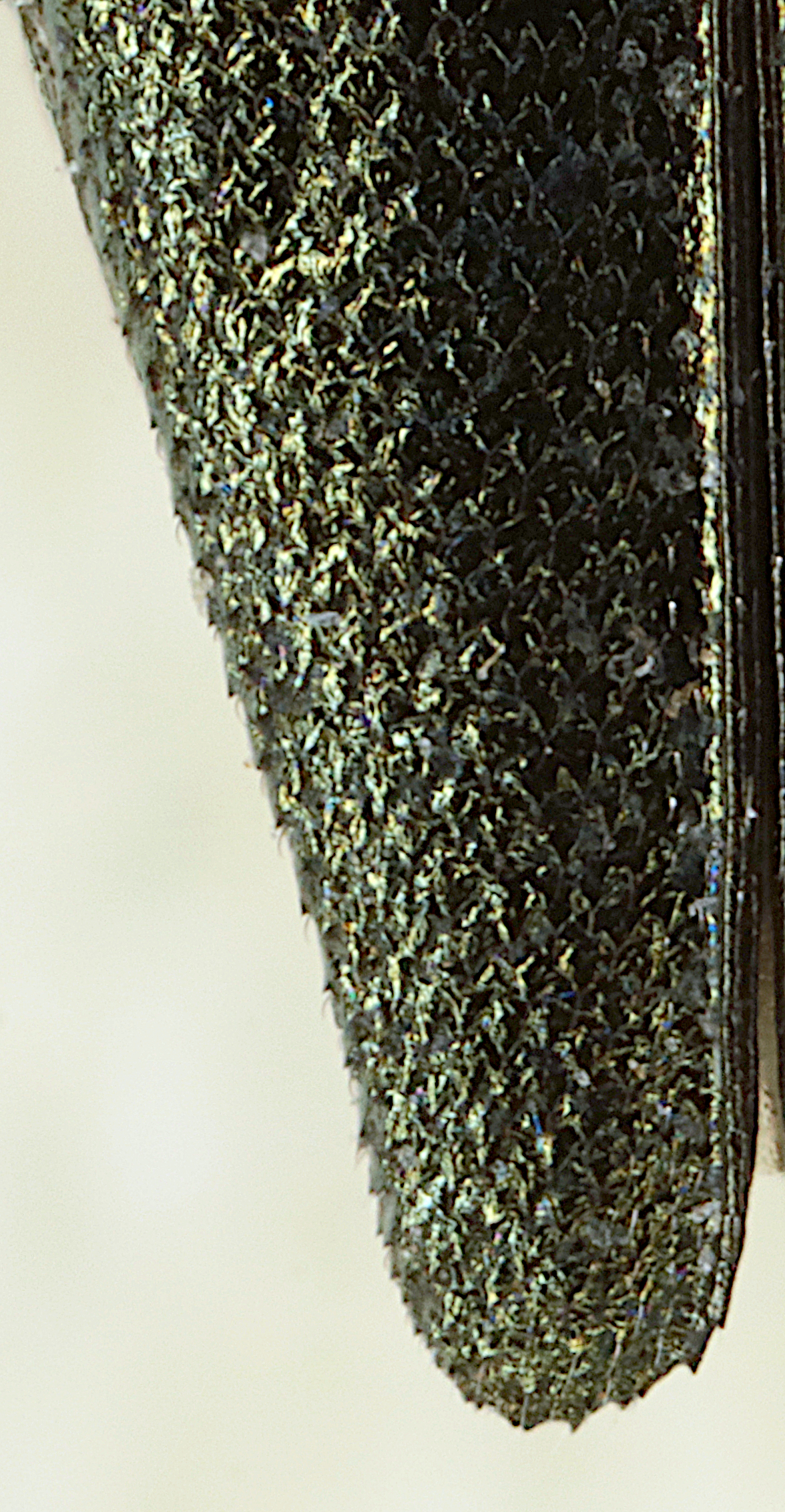
Wierzchołek pokrywy

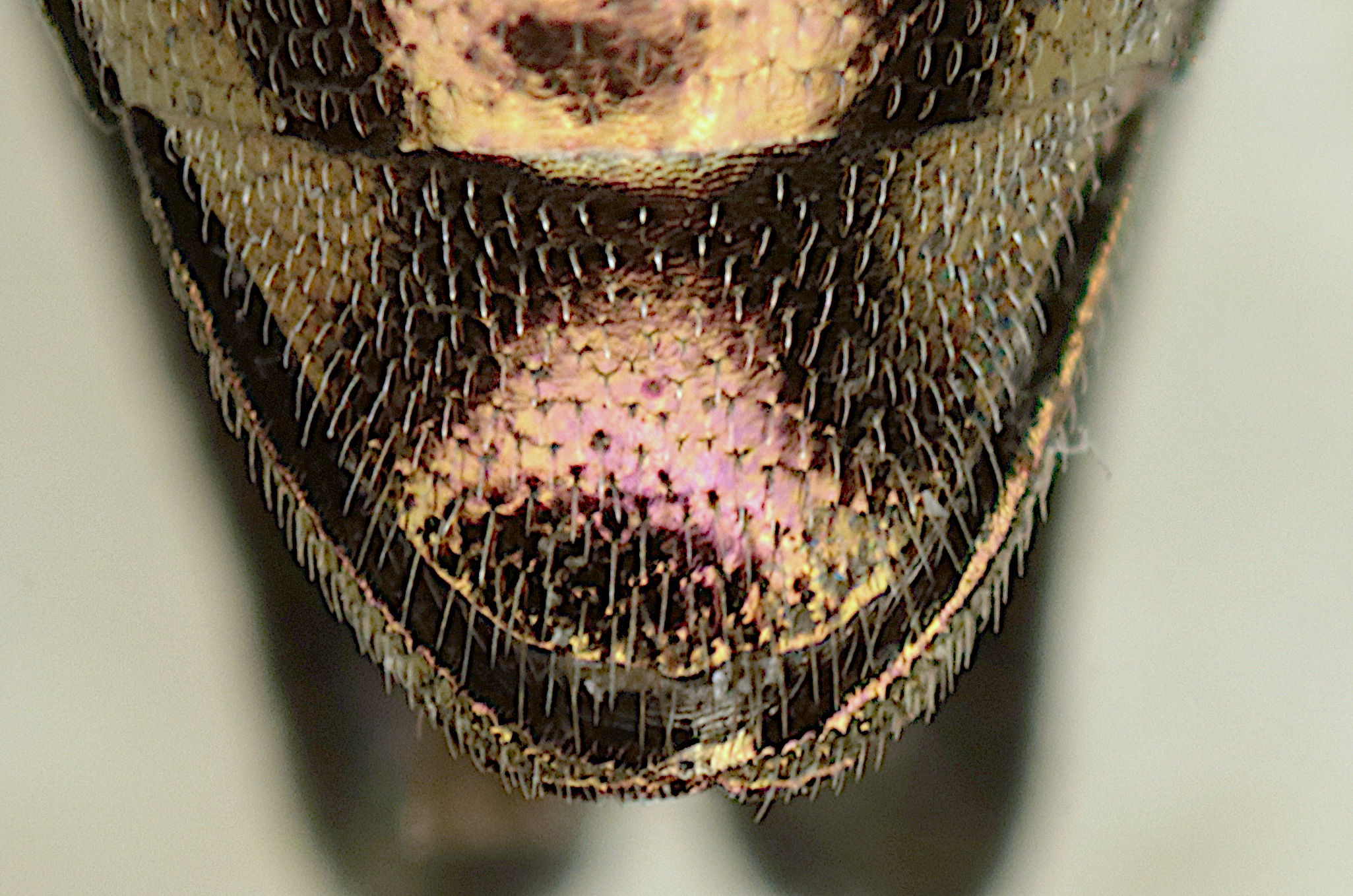
Ostatni sternit odwłoka

Chrząszcz o mocno wydłużonym ciele długości od 4,5 do 10 mm. Samice zwykle są dwubarwne, a samce jednobarwne, ale nierzadko spotyka się jednolitej barwy samice, a znacznie rzadziej także dwubarwne samce. Osobniki jednobarwne bywają metalicznie zielone, zielononiebieskie, niebieskie, złociste, miedziane, spiżowe, brązowe, a nawet prawie czarne. Osobniki dwubarwne najczęściej mają głowę, przedplecze i spód ciała złociste, miedziane, czerwone lub purpurowe, a pokrywy zielone, niebieskozielone, niebieskie lub złotozielone. Wierzch ciała jest porośnięty ciemnym, krótkim, trudno dostrzegalnym owłosieniem; jasne włoski występować mogą tylko wzdłuż szwu w tylnej części pokryw. U form o nieostro ząbkowanych wierzchołkach pokryw owłosienie przedplecza jest krótkie, ale odstające i wyraźne.
Głowa ma duże oczy, w widoku przednim sięgające dolnymi brzegami poniżej wysokości podstaw czułków. Rzeźba nieco słabiej niż u opiętka porzeczkowego sklepionego ciemienia składa się z punktów i podłużnych zmarszczek. Policzki są wąskie, w połowie tak szerokie jak oczy.
Przedplecze ma podwojone krawędzie boczne, płytkie wgniecenia przy bocznych brzegach pośrodku długości, a z jego tylnych kątów wybiegają rozszerzone ku przodowi żeberka (kile). Jego zarys prosto zwęża się ku podstawie. Ponadto poprzeczne żeberko umieszczone jest na tarczce. Pokrywy są wyraźnie, zwłaszcza u samic, ale słabiej niż u opiętka topolowca przewężone przed wierzchołkiem. Wierzchołki pokryw są spłaszczone słabiej niż u opiętka topolowca. Krawędzie pokryw u wierzchołka są zwykle ostro ząbkowane, jedynie u form o odstającym owłosieniu przedplecza ząbkowanie jest mniej ostre. 
Przedpiersie ma płat przedni lepiej wykształcony niż u opiętka malinowca, na przedniej krawędzi wyraźnie wykrojony oraz równoległe boki wyrostka międzybiodrowego. Odnóża przedniej pary mają wyprostowane, niezakrzywione golenie. Odnóża środkowej i tylnej pary na tylnych krawędziach ud często mają szeregi drobnych, tępych guzków (granulację), natomiast nigdy nie ma na nich szeregów ostrych ząbków. Stopy wszystkich par są wąskie. W stopie tylnej pary człony pierwszy i drugi mają zbliżoną szerokość, trzeci jest od nich nieco szerszy, a czwarty bardziej rozszerzony, ale niewiele szerszy niż rozczapierzone pazurki.
Odwłok ma rowek wzdłuż krawędzi ostatniego widocznego sternitu niezmodyfikowany, zaokrąglony. Genitalia samca mają paramery słabiej rozszerzające się ku wierzchołkom niż w przypadku opiętka porzeczkowego.

## Ekologia i występowanie

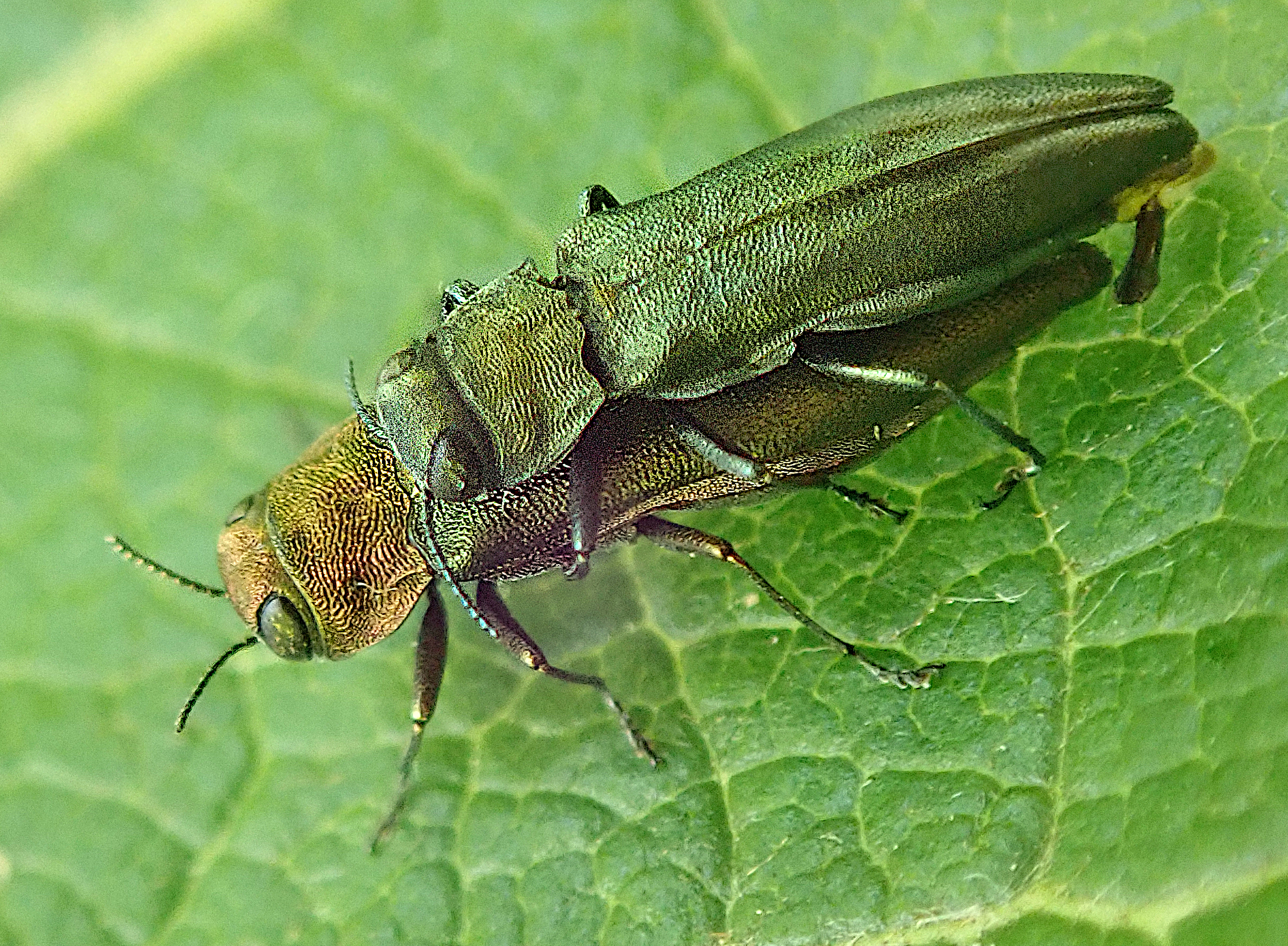
Kopulująca parka

Owad ten zasiedla lasy, zadrzewienia, polany, zarośla, parki, ogrody i nasadzenia przydrożne. Jest polifagiem. Kambio- i ksylofagiczne larwy żerują, drążąc wężykowate korytarze pod korą i w bielu gałęzi, pni i pniaków. Wśród ich roślin żywicielskich wymienia się brzozę brodawkowatą, brzozę omszoną, buka zwyczajnego, dęby, graba pospolitego, kasztana jadalnego, klona francuskiego, klona jawora, klona zwyczajnego, leszczynę pospolitą, lipę drobnolistną, olszę czarną, olszę szarą, olszę zieloną, róże, topole, wierzbę białą, wierzbę iwę, wierzbę szarą, wierzbę uszatą i wierzbę wiciową. Preferowanymi roślinami lęgowymi są wierzby. Cykl rozwojowy zajmuje dwa lata. Osobniki dorosłe obserwuje się od kwietnia do lipca lub sierpnia ze szczytem pojawu w drugiej połowie maja i czerwcu. Są foliofagami żerującymi na liściach i delikatnych pędach drzew i krzewów liściastych.
Gatunek palearktyczny, znany z Portugalii, Hiszpanii, Wielkiej Brytanii, Francji, Belgii, Niemiec, Szwajcarii, Austrii, Włoch, Danii, Szwecji, Norwegii, Estonii, Łotwy, Litwy, Polski, Czech, Słowacji, Węgier, Białorusi, Ukrainy, Mołdawii, Rumunii, Bułgarii, Słowenii, Chorwacji, Bośni i Hercegowiny, Serbii, Czarnogóry, Albanii, Macedonii Północnej, Grecji, europejskiej części Turcji, europejskiej i syberyjskiej części Rosji oraz Afryki Północnej.